# Aurora (compagnie aérienne)
Pour les articles homonymes, voir Aurora.
Aurora (russe : Аврора) est une compagnie aérienne de l'Extrême-Orient russe, filiale d'Aeroflot. Elle tire son nom du croiseur russe Aurora.
La compagnie figure depuis 2022 sur la liste des compagnies aériennes interdites d'exploitation dans l'Union européenne.

## Histoire
La compagnie aérienne fut créée par décision du Premier Ministre Russe Dmitry Medvedev. Elle est issue de la fusion de SAT Airlines et de Vladivostok Avia, servant respectivement 42 et 15 destinations, avec une flotte globale de 24 avions et 11 hélicoptères. La nouvelle compagnie prévoit alors de passer de 30 à 128 destinations, centrées autour de l'Aéroport international de Vladivostok.
Aurora est détenue à 51 % par Aéroflot, et dans une moindre mesure par le gouvernement régional de Sakhaline.

## Flotte

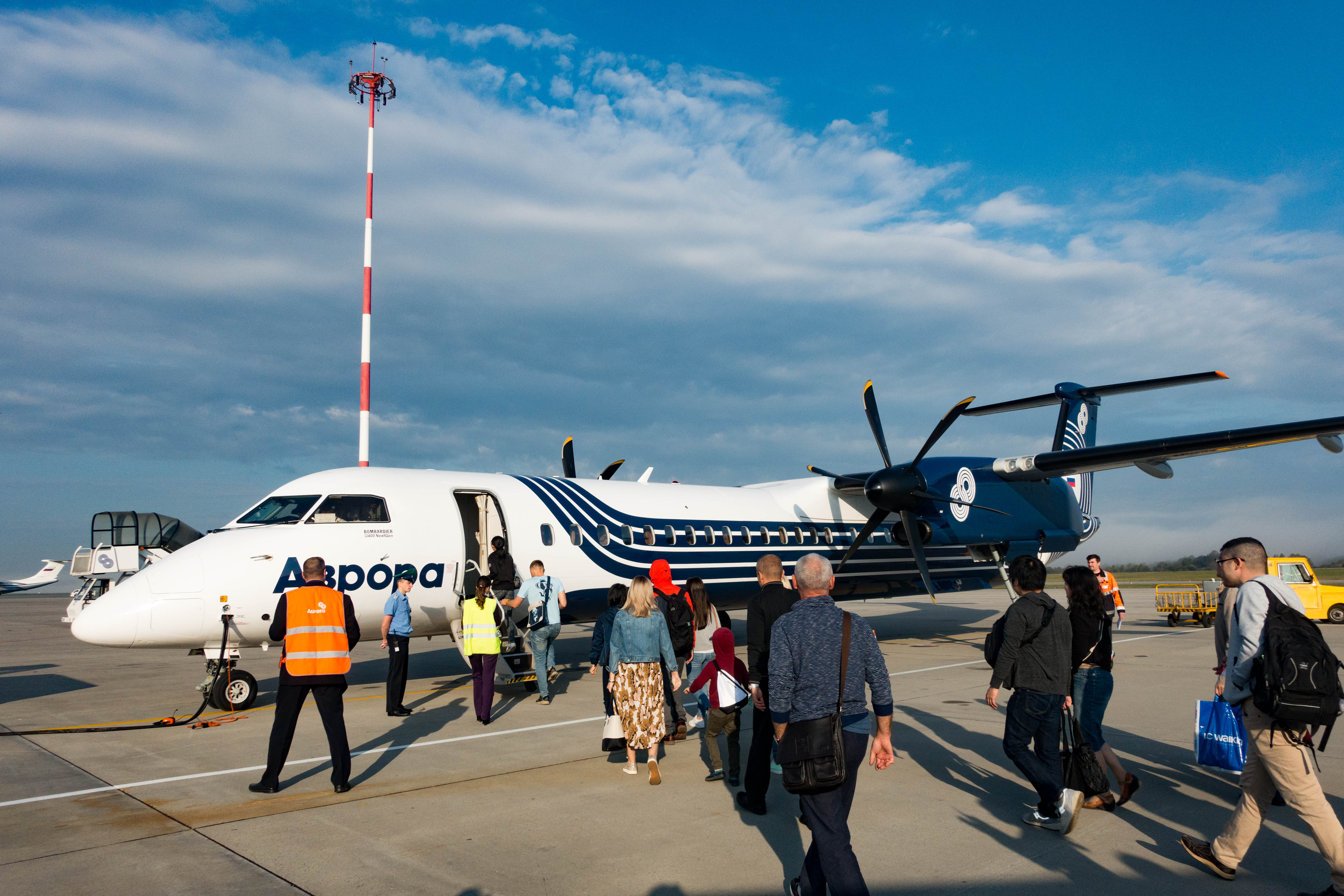
Dash 8 Q-400 d'Aurora.

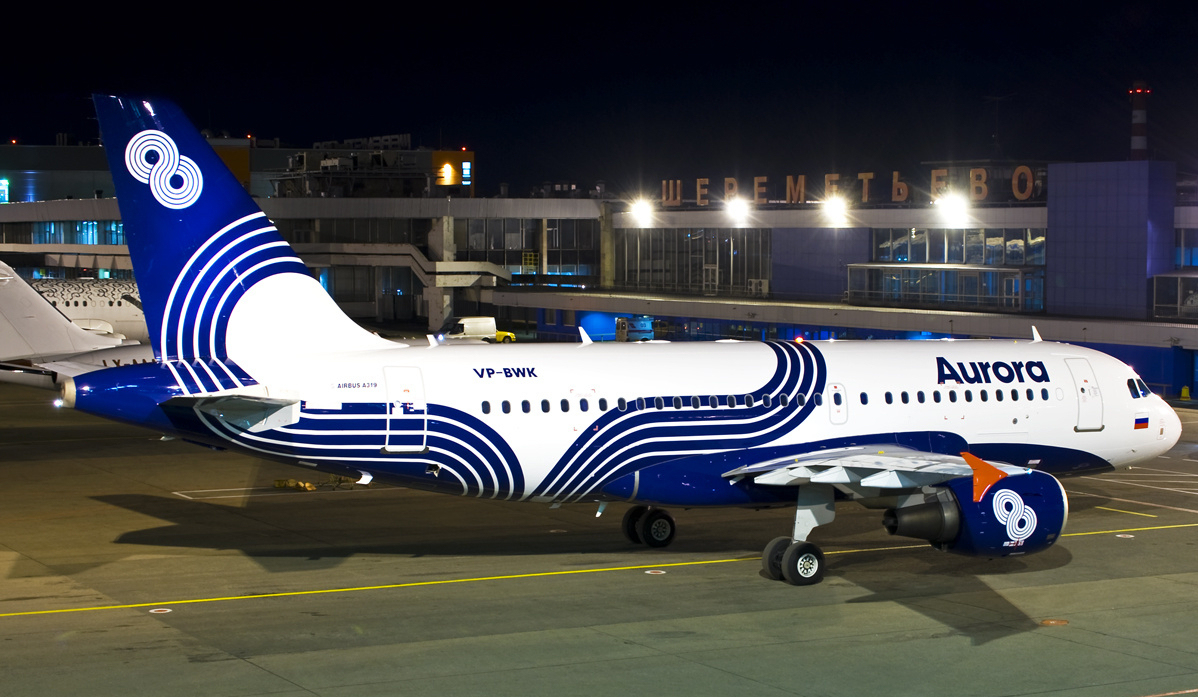
Premier Airbus A319 d'Aurora à l'aéroport de Moscou-Cheremetievo.

En novembre 2014, la flotte d'Aurora consistait en 6 Airbus A319, en plus de Boeing 737-200, de Boeing 737-500 et de Bombardier Dash 8.
En novembre 2020, la flotte est constituée des avions suivants :